# دوري كرة القدم السلوفيني الدرجة الثالثة 2004–05
دوري كرة القدم السلوفيني الدرجة الثالثة 2004–05 هو موسم من دوري كرة القدم السلوفيني الدرجة الثالثة ‏. فاز فيه NK Zavrč ‏.